# Rougail morue
El rougail de bacalao (en francés, rougail morue /ʀugel mɔʀy/) es una preparación culinaria elaborada con bacalao seco (en salazón pero desalado) cocinado con rougail, una salsa picante típica de la gastronomía de La Reunión. A veces se le puede agregar cilantro, comino, ajo, cúrcuma o tomillo, aunque la receta original de rougail no lleva ninguno de estos ingredientes. Se suele acompañar con algún tipo de alubia (frijol) o arroz.
Se trata de un plato muy popular entre los criollos y los franceses metropolitanos.